# Peter Ulrich (Ökonom)

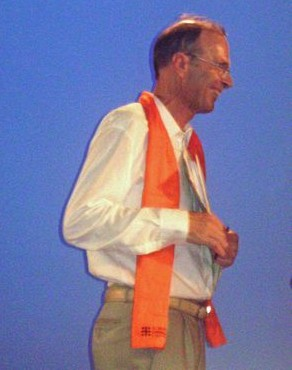
Peter Ulrich auf dem Deutschen Evangelischen Kirchentag 2007 in Köln

Peter Ulrich (* 29. Mai 1948 in Bern) ist ein Schweizer Wirtschaftswissenschaftler und der Begründer der Integrativen Wirtschaftsethik. An der Universität St. Gallen war er von 1987 bis 2009 Inhaber des (ersten) Lehrstuhls für Wirtschaftsethik sowie Gründer und Leiter des dortigen Instituts für Wirtschaftsethik.

## Leben
Ulrich ist der Sohn des Betriebswirts Hans Ulrich. Von 1967 bis 1971 studierte er Wirtschafts- und Sozialwissenschaften an der Universität Freiburg i. Ue. (Schweiz). Im Anschluss war er von 1972 bis 1976 wissenschaftlicher Assistent am Betriebswirtschaftlichen Institut der Universität Basel (Wilhelm Hill). 1976 erfolgte seine Promotion an der Universität Basel. 1976–1979 sowie 1982–1984 war er in der betriebswirtschaftlichen Unternehmensberatung, dazwischen 1979–1982 als Habilitationsstipendiat des Schweizerischen Nationalfonds (Arbeitstitel des Projekts: „Ökonomische Rationalität und praktische Vernunft. Grundprobleme praktischer Wirtschaftsphilosophie“) tätig. Seine Habilitation legte er an der Wirtschaftswissenschaftlichen Fakultät der Universität Witten/Herdecke im Jahr 1986 ab.
Ab Frühjahr 1984 bis Herbst 1987 hatte Ulrich eine Professur (C4) für Betriebswirtschaftslehre mit sozialwissenschaftlicher Ausrichtung an der Bergischen Universität Wuppertal (Deutschland); ab Herbst 1986 war er zusätzlich Lehrbeauftragter an der Universität Witten/Herdecke. Im Herbst 1987 wurde er erster Inhaber des Lehrstuhls für Wirtschaftsethik an der Universität St. Gallen (HSG), des ersten einschlägigen Lehrstuhls an einer deutschsprachigen Wirtschaftsfakultät. Ab Herbst 1989  fungierte er als Gründungsdirektor des Instituts für Wirtschaftsethik an der HSG und war von Herbst 2005 bis Herbst 2007 Abteilungsvorstand (Dekan) der Kulturwissenschaftlichen Abteilung der Universität St. Gallen.
Ulrich war 1992–1996 Mitglied des Executive Committee des European Business Ethics Network (EBEN), 1997–2001 Mitglied im Vorstand des Deutschen Netzwerks Wirtschaftsethik (DNWE). Seit 2004  ist er Mitgründer und Stiftungsrat der SSW – Stiftung sozialverantwortliche Schweiz. Weiterhin ist er Mitinitiator und Mitglied von kontrapunkt, einer aus dem Netzwerk „sozialverantwortliche Wirtschaft NSW“ hervorgegangene Gruppe von ca. 30 Professoren der Geistes-, Sozial- und Wirtschaftswissenschaften an schweizerischen Universitäten, die sich in der polarisierten politischen Debatte zu jeweils im Brennpunkt des öffentlichen Interesses stehenden Fragen mit differenzierten Beiträgen zum „öffentlichen Vernunftgebrauch“ einmischt.
Ulrich ist Mitglied im Wissenschaftlichen Beirat des Netzwerk Grundeinkommen, der deutschen Organisation im Basic Income Earth Network (BIEN) für ein Bedingungsloses Grundeinkommen.

## Theorie
Für Peter Ulrich geht es in der von ihm begründeten integrativen Wirtschaftsethik darum, „das buchstäblich fragwürdig gewordene Verhältnis zwischen ökonomischer Sachlogik und ethischer Vernunft von Grund auf zu klären und es in zukunftsfähiger, lebensdienlicher Weise neu zu bestimmen.“ (Ulrich 2001: 20) Dabei soll es einen wirtschaftsethischen Primat der Gesichtspunkte der Lebensdienlichkeit vor der Logik des Marktes geben. Im Überblick gibt es drei grundlegende Aufgaben der Wirtschaftsethik:
1. Die Kritik an der „reinen“ ökonomischen Vernunft (Ökonomismus)
2. Die Klärung der ethischen Gesichtspunkte einer lebensdienlichen Wirtschaft
3. Die Bestimmung der „Orte“ der Moral des Wirtschaftens

Um der stetig fortschreitenden Tendenz zum Ökonomismus entgegenzuwirken, sieht Ulrich allerdings die „Ökonomismuskritik als wichtigste Aufgabe wirtschaftsethischer Grundlagenreflexion“ (Ulrich 2001: 15).
Peter Ulrich geht, wie auch Karl Homann, von Anfang an auf die verbreitete Ansicht der Zwei-Welten-Konzeption von ökonomischer Rationalität einerseits und  ethischer Vernunft andrerseits ein. Der spezifische Grundgedanke des integrativen Ansatzes ist dabei, diese Zwei-Welten-Konzeption „in einer (integrativen) Idee sozialökonomischer Rationalität zu überwinden, die den vernunftethischen Gesichtspunkt schon in sich hat.“ (Ulrich 2001: 17) Es geht darum, das ökonomische System mitsamt seiner eigenen Logik in „rationale Formen politisch-ökonomischer Willensbildung“ (Ulrich 2001: 335) zu integrieren. Die Marktkräfte müssen in die ethisch-politischen Grundsätze einer wohlgeordneten Gesellschaft eingebunden werden. Ulrich selbst schreibt: „Es gehört zu den prägenden Merkmalen des integrativen Ansatzes, dass er in diesem Sinne Wirtschaftsethik als ein Stück politische Ethik der Einbettung der Marktwirtschaft in eine wohlgeordnete Gesellschaft freier Menschen versteht.“ (Ulrich 2001: 17) Der integrative Ansatz hält konsequent einen vernunftethischen Standpunkt (moral point of view) durch. Ihm geht es um eine methodisch  disziplinierte ethische Reflexion, die vor allen sozioökonomischen und politischen Gegebenheiten ansetzt. Die Position von Mensch und Wirtschaft ist dabei ganz klar festgelegt: Da die Ökonomie ein vom Menschen geschaffenes, ihm dienliches Instrument ist, kann keine moralische Überlegung sie als Ausgangspunkt haben. Ausgangspunkt kann nur der vernunftbegabte Mensch selbst sein.

## Schriften
- Der entzauberte Markt: Eine wirtschaftsethische Orientierung. Herder, Freiburg 2002, ISBN 3-451-27935-5.
- Zivilisierte Marktwirtschaft: Eine wirtschaftsethische Orientierung. Herder, Freiburg/Basel/Wien 2005, ISBN 3-451-05579-1 / aktualisierte und erweiterte Neuauflage: Haupt, Bern/Stuttgart/Wien 2010, ISBN 978-3-258-07604-1
- Integrative Economic Ethics: Foundations of a Civilized Market Economy. Cambridge University Press, Cambridge 2008, ISBN 978-0-521-87796-1.
- Integrative Wirtschaftsethik: Grundlagen einer lebensdienlichen Ökonomie. 5. Auflage. Haupt, Bern/Stuttgart/Wien 2016, ISBN 978-3-258-08003-1.